# 올드 네이비
올드 네이비(Old Navy)는 다국적 기업인 갭이 소유한 미국 의류 및 액세서리 소매 회사이다. 캘리포니아주 샌프란시스코 미션 베이 인근에 기업 운영을 두고 있다. 올드 네이비 매장 중 가장 큰 매장은 뉴욕, 시애틀, 시카고, 샌프란시스코, 마닐라 및 멕시코시티에 위치한 플래그십 매장이다.